# Mystacocarida
Sous-classe
Ordre
Famille
Les Mystacocarida constituent un groupe de minuscules crustacés dis « interstitiels » (parce qu'ils vivent dans les espaces compris entre les grains de sable). 
Ils font partie de la méiofaune et plus précisément du meiobenthos.
À ce jour, 13 espèces sont décrites, dans 2 genres (Derocheilocaris et Ctenocheilocharis). Tous font partie de la même famille des Derocheilocarididae, seule représentante de l'ordre des Mystacocaridida et de la sous-classe des Mystacocarida. 

## Description et caractéristiques
Ce sont de très petits crustacés (environ 0,5 mm), très discrets, presque transparents ;

Leur corps est cylindrique, fin et très allongé, ce qui leur permet de se déplacer entre les grains de sable. Il est garni de poils fins, plus ou moins longs, probablement utiles pour la perception de l'environnement ;

Il est composé de 5 segments thoraciques et de 5 segments abdominaux ;

Ils disposent de 4 paires d'appendices thoraciques 
Comparée au corps, la tête est relativement large, et divisée en deux par une sténose, de sorte que la seconde partie semble faire partie du thorax. Cette région porte une paire de maxillipèdes, et la tête possède deux paires de maxillaires et une paire d'organes de type mandibules, et deux paires de longues antennes.

Les appendices fixés sur la tête sont beaucoup plus longs que ceux du thorax et sont garnis de poils utilisés par l'animal pour porter à sa bouche la nourriture qu'il trouve.
Ils n'ont qu'un seul œil (nauplius) 

## Habitat, répartition
Ils vivent dans les sables et graviers fins des plages ou dunes humides des littoraux de l'Amérique du Nord et du Sud, d'Afrique du Sud et de l'ouest de la Méditerranée.

## Alimentation
Ils semblent se nourrir de débris de matière organique, de bactéries, nématodes et d'autres très petits organismes.

## Reproduction
Après l'accouplement et la fécondation, les femelles pondent des œufs minuscules d'où émergeront des larves qui sont des nauplies

## Classification
Selon World Register of Marine Species (16 février 2016) :
- Ctenocheilocaris Renaud-Mornant 1976	
  - Ctenocheilocaris claudiae Renaud-Mornant 1976
  - Ctenocheilocaris armata Renaud-Mornant 1978
  - Ctenocheilocaris enochra Bartsch 1993
  - Ctenocheilocaris galvarini (Dahl 1952)
  - Ctenocheilocaris minor Renaud-Mornant 1978
- Derocheilocaris Penak & Zinn 1943	
  - Derocheilocaris typica Pennak & Zinn 1943
  - Derocheilocaris angolensis Hessler 1972
  - Derocheilocaris delamarei Hessler 1972
  - Derocheilocaris hessleri Friauf & Bennett 1974
  - Derocheilocaris ingens Hessler 1969
  - Derocheilocaris katesae Noodt 1954
  - Derocheilocaris remanei Delamare-Debouteville & Chappuis 1951
  - Derocheilocaris tehiyae Masry & Por 1970